# 梁戈亮
梁戈亮（りょう かりょう、Liang Geliang、ウェード式:Liang Ko-liang、1950年5月5日 - ）は、中国の元卓球選手。
世界選手権に1971年から1979年にかけて5回出場し、1973年のサラエボ大会混合ダブルス優勝、1977年のバーミンガム大会男子ダブルス優勝など、個人、団体合わせて6回優勝している。シェークハンドラケットを用い、ダイナミックなフォームから繰り出されるカットやドライブを中心とした様々な技術を駆使するオールラウンドプレイヤーであった。その多彩な技術から「変幻自在の魔術師」と称された。
2001年に世界卓球殿堂入りを果たしている。